# قطعنامه ۹۶۸ شورای امنیت
قطعنامه ۹۶۸ شورای امنیت سازمان ملل متحد که در تاریخ ۱۶ دسامبر ۱۹۹۴ تصویب شد، سندی بین‌المللی دربارهٔ تاجیکستان است. این قطعنامه طی نشست ۳۴۸۲ام با ۱۵ رای موافق، ۰ مخالف و ۰ ممتنع تصویب شد.